# Hiroshi Ishii
Hiroshi Ishii, född 21 september 1939 i Tokyo, är en japansk före detta simmare.
Ishii blev olympisk silvermedaljör på 4 x 200 meter frisim vid sommarspelen 1960 i Rom.